# Il signor Bruschino
Il signor Bruschino, ossia Il figlio per azzardo (Signor Bruschino, o El fill accidental) és una òpera (farsa giocosa per musica) en un acte de Gioachino Rossini, amb llibret de Giuseppe Maria Foppa, basat en La fils par Hasard (1809) de René de Chazet i Maurice Ourry. S'estrenà al Teatro San Moisè de Venècia el 27 de gener de 1813. A Catalunya es va estrenar l'agost de 1964 als jardins de la Loggia de Senya Blanca, a S'Agaró.
Entre 1810 i 1813, el jove Rossini va compondre cinc peces per al Teatre San Moisè, començant per La cambiale di matrimonio, la seva primera òpera, i acabant amb Il signor Bruschino. Aquestes farses eren peces curtes, populars a Venècia a finals del segle XVIII i principis del segle xix. Eren íntims, amb un repartiment de cinc a vuit cantants, sempre amb una parella d'amants, aquí Sofia i Florville, almenys dues parts còmiques, aquí Bruschino fill, Gaudenzio i Filiberto, i un o més papers menors, aquí Marianna, Bruschino apre i un policia. L'estil exigia molta comèdia visual improvisada pels cantants, i sovint un "tic" lingüístic compulsiu. Aquí, Bruschino pare repeteix sovint la frase "Oh, fa tanta calor!". Les farses de Rossini també tenen un important element sentimental. En general, s'ha descrit com "una comèdia musical vivaç i ràpida, la partitura elegant de la qual revela rastres encara de Cimarosa i fins i tot de Mozart⁣".
Il signor Bruschino és avançat en l'ús de nous efectes musicals. A l'obertura, Rossini va fer servir els violins com a instruments de percussió en fer-los picar rítmicament sobre les pantalles dels seus llumets. En total són trenta-dos copets que han passat a la història. Aquesta obertura, alegre i enèrgica, és una de les diverses de Rossini que ha adquirit una importància considerable en el repertori de concerts modern.

## Representacions
Després de l'estrena, l'òpera només va ser realitzada dues vegades durant el segle xix, el 2 de juny de 1844 al Teatro Canobbiana a Milà i el 28 de desembre de 1857 al Théâtre des Bouffes-Parisiens a París com Monsieur Brusquino, dirigida per Jacques Offenbach. La seva estrena a Nova York va tenir lloc el 9 de desembre de 1932 a la Metropolitan Opera i es va veure per primera vegada el 14 de juliol de 1960 a Anglaterra, presentada pel Kent Opera Group, una companyia amateur. L'òpera va tornar a aparèixer amb produccions esporàdiques al segle XX a partir del centenari de la mort de Rossini (1968), que va marcar un sensible auge del renaixement de les representacions rossinianes que s'havia iniciat ja a tot Europa alguns anys abans. Altres actuacions han tingut lloc a Itàlia i altres llocs d'Europa, en particular, escenificacions a París i Macerata el 1992. L'agost de 1964, es va representar als jardins de la Loggia de Senya Blanca, a S'Agaró.

## Rols
| Rol                               | Tipus de veu | Estrena Cast, 27 de gener de 1813 (Director: -) |
| --------------------------------- | ------------ | ----------------------------------------------- |
| Gaudenzio, tutor i tutor de Sofia | baix         | Nicola De Grecis                                |
| Sofia                             | soprano      | Teodolinda Pontiggia                            |
| Bruschino sènior                  | baix         | Luigi Raffanelli                                |
| Bruschino júnior                  | tenor        | Gaetano Dal Monte                               |
| Florville, l'amant de Sofia       | tenor        | Tommaso Berti                                   |
| Filiberto, hostaler               | baix         | Nicola Tacci                                    |
| Marianna, una criada              | soprano      | Carolina Nagher                                 |
| Un comissari de policia           | tenor        | Gaetano Dal Monte                               |
| Servidors                         | no parlen    |                                                 |

## Argument
Època: segle XVIII
Lloc: Castell de Gaudenzio a França.
Sofia i Florville estan enamorats, però el seu guardià, Gaudenzio, s'oposa al matrimoni. El pare de Florville i Gaudenzio són antics enemics. El pare de Florville mor, amb el que queda eliminat un obstacle, però Gaudenzio ja ha estat d'acord amb casar Sofia amb el fill del seu antic amic, Signor Bruschino. Sofia mai ha conegut al seu promès, ja que s'han promès per correspondència. En el seu camí per conèixer Sofia, el jove Bruschino s'atura en una taverna, gasta una factura elevadíssima i és detingut per ser incapaç de pagar. Captant l'oportunitat, Florville pretén ser Bruschino fill de manera que es pugui casar amb Sofia. Les complicacions sorgeixen quan Bruschino pare arriba a la casa de Gaudenzio. Afortunadament, però, al final es veu obligat a acceptar Florville com el seu propi fill. En un juganer trio, Florville (com Bruschino fill) demana al seu "pare" el perdó, mentre que Gaudenzio censura al vell Bruschino per la seva falta de simpatia paternal.

## Estructura
- Simfonia
- 1 Introducció Deh, tu m'assisti, amore (Florville, Marianna, Sofia)
- 2 Duet Io danari vi darò! (Florville, Filiberto)
- 3 Cavatina Nel teatro del gran mondo (Gaudenzio)
- 4 Trio Per un figlio già pentito (Gaudenzio, Bruschino, Florville)
- 5 Recitatiu i Ària Ah, donate il caro sposo (Sofia)
- 6 Ària Ho la testa o è andata via? (Bruschino)
- 7 Duet È un bel nodo (Gaudenzio, Sofia)
- 8 Final Ebben, ragion, dovere (Gaudenzio, Bruschino, Florville, Sofia, Marianna, Filiberto, Bruschino figlio)

## Enregistraments
| Any  | Elenc: Gaudenzio, Sofia, Bruschino pare, Marianna, Florville                     | Director, Teatre d'òpera i orquestra                                                 | Segell                                                          |
| ---- | -------------------------------------------------------------------------------- | ------------------------------------------------------------------------------------ | --------------------------------------------------------------- |
| 1991 | Samuel Ramey, Kathleen Battle, Claudio Desderi, Jennifer Larmore, Frank Lopardo  | Ion Marin, English Chamber Orchestra (Enregistrat al Henry Wood Hall, Londres, Maig) | Àudio CD: DG Cat: 477 5668 & 000875102                          |
| 1988 | Bruno Praticò, Patrizia Orciani, Natale de Carolis, Katia Lytting, Luca Canonici | Marcello Viotti, Orchestra dei Filarmonici di Torino                                 | Àudio CD: Claves CD 50-8904/05 (reissued on Brilliant Classics) |